# La tauromaquia
La tauromaquia è una serie di 33 incisioni realizzate dal pittore spagnolo Francisco Goya tra il 1815 e il 1816 e dedicata alla figura del toro e alla corrida. 
Alla serie sono da aggiungere altre 11 stampe inedite, che non erano state incluse nella prima edizione a causa di piccoli difetti, anche se sono ugualmente conosciute.
L'idea di Goya di dedicare una serie alla tauromachia risale agli inizi del secolo e venne realizzata con la tecnica dell'acquaforte e dell'acquatinta, sperimentando soluzioni compositive che lo porteranno ad essere considerato un precursore del Romanticismo.